# Chiến tranh Transnistria
Chiến tranh Transnistria (Tiếng Romania: Războiul din Transnistria; Tiếng Nga: Война в Приднестровье) là 1 cuộc xung đột vũ trang giữa người Nga ở Moldova và lực lượng của chính phủ Moldova từ ngày 2 tháng 11 năm 1990 đến ngày 21 tháng 7 năm 1992.
Chiến sự đã gần như kết thúc vào ngày 1 tháng 3 năm 1992 cho đến khi lên ngừng bắn được tuyên bố bố vào ngày 21 tháng 7 và kéo dài cho đến nay.

## Liên kết
1. ↑  Adam, Vlad (2017). Romanian involvement in the Transnistrian War (Luận văn). Leiden University. tr. 1–31.
2. ↑  De La Pedraja, René (2018). The Russian Military Resurgence: Post-Soviet Decline and Rebuilding, 1992–2018. McFarland. tr. 93–94. ISBN 9781476634494. This response was too much for the commander of the 14th Army General Yuri Netkachev, who ordered Russian troops to drive out the Moldovan forces. The 14th Army had always supported the separatists since the very beginning, but this direct support was the first open participation in combat. ... The participation of the 14th Army was indispensable for the victory of the separatists, ... Moldovan forces were concentrated in a forest near Bender, and Lebed decided to stop their advance by relying on his powerful artillery. At 0300 on 3 July massive barrages rained down on the unsuspecting Moldovans ...
3. ↑  de Waal, Thomas (2018). Uncertain Ground: Engaging with Europe's De Facto States and Breakaway Territories (PDF). Carnegie Endowment for International Peace. tr. 39. Neither side had a proper military force. The intervention of the Russian Fourteenth Army and its commander General Alexander Lebed on behalf of the Transdniestrians was decisive.
4. ↑  Bejan, Ștefan (ngày 21 tháng 8 năm 2017). ""Noi trebuie să ne închinăm rușilor și să uităm de români". Interviu cu primul lider al găgăuzilor din Moldova". moldNova (bằng tiếng Romania).
5. ↑  Kosienkowski, Marcin; Schreiber, William (ngày 8 tháng 5 năm 2012). Moldova: Arena of International Influences - Google Books. ISBN 9780739173923. Truy cập ngày 4 tháng 9 năm 2022.
6. ↑  "Павел Крянгэ: «За всю войну я не получил ни одного письменного приказа!". KP.Md. ngày 3 tháng 3 năm 2010. Truy cập ngày 19 tháng 3 năm 2022.
7. 1 2  http://lex.justice.md/viewdoc.php?action=view&view=doc&id=304089&lang=2 Lưu trữ ngày 4 tháng 7 năm 2015 tại Wayback Machine Bản mẫu:Bare URL inline
8. ↑  http://www.pmr.idknet.com/wiki/index.php/ Lưu trữ ngày 25 tháng 3 năm 2016 tại Wayback Machine Bản mẫu:Bare URL inline
9. ↑  "Конфликт глубокой заморозки" [Deep freeze conflict]. Mk.ru. tháng 8 năm 2012. Truy cập ngày 19 tháng 3 năm 2022.
10. ↑  "AuroraTV افضل أشتراك IPTV 4K بدون تقطيع". AuroraTV أفضل أشتراك IPTV بدقة HD. Truy cập ngày 26 tháng 4 năm 2025.
11. ↑  "Приднестровье без Шевцова". Zavtra.ru. Truy cập ngày 19 tháng 3 năm 2022.
12. ↑  scris de M.A. "Transnistria: Monument pentru generalul criminal Lebed | Ziua Veche". Ziuaveche.ro. Truy cập ngày 19 tháng 3 năm 2022.
13. ↑  Tarasiuk, Taras; Umland, Andreas (ngày 29 tháng 9 năm 2021). "Unexpected Friendships: Cooperation of Ukrainian Ultra-Nationalists with Russian and Pro-Kremlin Actors". Illiberalism Studies Program. Truy cập ngày 5 tháng 5 năm 2023.
14. ↑  "Monumentul eroilor căzuți în războiul transnistrean". Monument.md. ngày 29 tháng 8 năm 1998. Bản gốc lưu trữ ngày 22 tháng 7 năm 2011. Truy cập ngày 5 tháng 9 năm 2011.
15. ↑  Accente, Nr. 36, 14 March 2002
16. ↑  Dnestrovskaya Pravda, no. 84-85, page 2, 24 November 2001
17. ↑  ВОЗРОЖДЕННОМУ В ПРИДНЕСТРОВЬЕ ЧЕРНОМОРСКОМУ КАЗАЧЬЕМУ ВОЙСКУ – 15 ЛЕТ Lưu trữ ngày 3 tháng 5 năm 2007 tại Wayback Machine Olvia Press. 18 December 2006. Truy cập 18 December 2006; See also: "В Приднестровье отмечают 15-летие Черноморского казачьего войск," Lưu trữ ngày 22 tháng 2 năm 2014 tại Wayback Machine«Новый Регион – Приднестровье», 14 December 2006.
18. ↑  Uppsala Conflict Data Program, Moldova: Dniestr (entire conflict), Government of Moldova – PMR, http://www.ucdp.uu.se/gpdatabase/gpcountry.php?id=108&regionSelect=9-Eastern_Europe# Lưu trữ ngày 4 tháng 4 năm 2016 tại Wayback Machine, viewed 3 May 2013
19. ↑  "Quốc gia Xô Viết kỳ lạ không được thừa nhận đã chiến đấu anh dũng để tồn tại ra sao?".
20. ↑  "Oazu Nantoi: "Xung đột không phải là nội bộ. Những người kiến tạo hòa bình Nga có nghĩa là không thừa nhận giải pháp cho cuộc xung đột này"". {{Chú thích web}}: zero width space character trong |tựa đề= tại ký tự số 63 (trợ giúp)